# Löwenstedt
Löwenstedt (en danois: Lyngsted) est une municipalité allemande située dans le land du Schleswig-Holstein et dans l'arrondissement de Frise-du-Nord. En 2015, sa population est de 657 habitants.